# Гельвеций, Клод Адриан
Клод Адриа́н Гельве́ций (фр. Claude Adrien Helvétius; 31 января 1715, Париж, Франция — 26 декабря 1771, Париж, Франция) — французский литератор и философ-материалист утилитарного направления.

## Биография
Родился в семье придворного врача Жана Клода Андриана Гельвеция (1685—1755; его фамилия изначально была Швайцер [нем. Schweitzer], что, как и Хельвециус [лат. Helvetius], означает в переводе «Швейцарец», «Швейцарский»).
Учился в иезуитском коллеже Людовика Великого, готовясь стать финансовым служащим. Окончив коллеж, служил в Кане помощником своего дяди, сборщика налогов.
В 1738 благодаря влиянию своего отца получил должность генерального откупщика (сборщика налогов).
После женитьбы на Анне Катрин де Линьвиль д’Отрикур в 1751, оставил должность. С женой проводил время в шато Воре близ Ремалара в департаменте Орн и в своём парижском особняке на улице Сен-Анн. В Воре Гельвеций имел богатые угодья и считался радушным хозяином; в Париже его салон получил известность как место для выражения свободомыслия. Входил в кружок Дидро и Гольбаха.

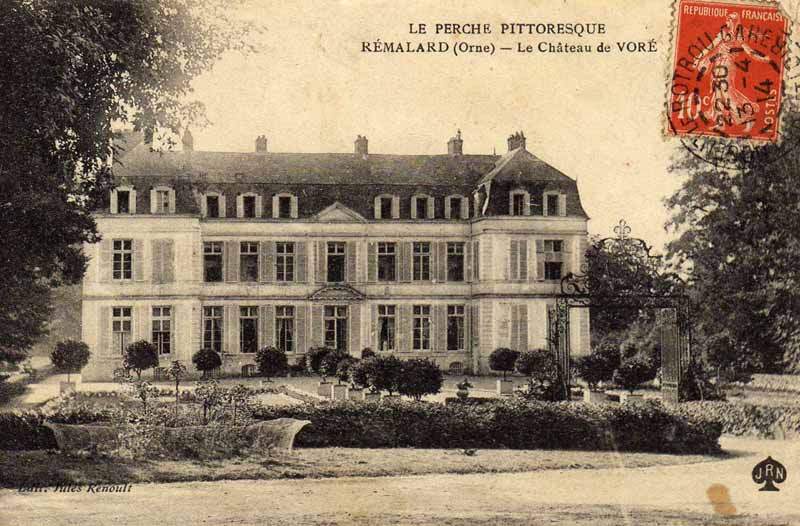
Шато Воре, Ремалар, Орн

Сблизившись с Монтескьё и Вольтером, с 1751 года посвятил себя научным занятиям и литературе (поэзией увлекался ещё в молодости).
Одно из главных его сочинений, «Об уме» (фр. De l’esprit, 1758; рус. пер. 1917, 1938), было осуждено папой Климентом XIII, парижским парламентом и теологическим факультетом Сорбонны и сожжено.
В 1764 посетил Англию, а в 1765 по приглашению Фридриха II — Пруссию. К 1769 Гельвеций закончил труд «О человеке» (De l’Homme, опубл. 1772, посмертно).
Страдал тяжёлой формой подагры и умер в своем доме на улице Сен-Анн 26 декабря 1771 года в Париже. Полное собрание его сочинений было выпущено в Париже в 1818 году.

## Воззрения
- Мир материален, бесконечен во времени и пространстве, материя находится в постоянном движении. Мышление и ощущение являются свойствами материи, её наиболее сложными образованиями. Выступал против агностицизма и идеи Божественного происхождения мира.
- Гельвеций пытался создать «науку о нравственности». Он стремился найти закон в области человеческого поведения, подобно тому как Ньютон открыл закон всемирного тяготения[1]. По его мнению, из двух чувств — любви к удовольствию и отвращения к страданию — возникает третье чувство любви к себе. Именно любовь к себе он считал первичным импульсом всех действий человека. Любовь к себе порождает в свою очередь страсти, стремление к счастью и интересы.
- Являлся сторонником учения о решающей роли среды в формировании личности, считал страсти человека главной движущей силой общественного развития.
- В сфере политики и экономики выступал за полную ликвидацию феодальных отношений и феодальной собственности. Был сторонником просвещённого абсолютизма, поскольку считал республиканскую форму правления непригодной для больших государств.

Сочинения Гельвеция оказали влияние на многих известных мыслителей и деятелей конца XVIII-начала XIX вв. В Великобритании его считали прямым предшественником утилитаристов — И. Бентама и Дж. Милля.

## Сочинения
- Œuvres complètes, v. 1-14. — P., 1795.

В рус. пер.
- Счастье. Поэма. — М., 1936;
- О человеке, его умственных способностях и его воспитании. — М., 1938.
- Об уме. — М.: Мир книги, Литература, 2007.
- Сочинения в двух томах (книжная серия Философское наследие). — М., 1973—1974 (ФН, тт.57 и 58))